# Grzegorz Myśliwski
Grzegorz Myśliwski (ur. 31 stycznia 1966 w Warszawie) – polski historyk, doktor habilitowany, profesor uczelni na Wydziale Historii Uniwersytetu Warszawskiego.

## Życiorys
Tytuł magistra uzyskał na Uniwersytecie Warszawskim w 1989, tamże obronił napisany pod kierunkiem Henryka Samsonowicza doktorat Przestrzeń i czas na Mazowszu średniowiecznym (XII – poł. XVI w.) (1996). Habilitacja na podstawie pracy Wrocław w przestrzeni gospodarczej Europy (XIII–XV wiek). Centrum czy peryferie? (2010). Zajmuje się historią gospodarczą i historią kultury średniowiecza i wczesnej nowożytności oraz społeczeństwami tradycyjnymi.

## Nagrody
Jest dwukrotnym laureatem Nagrody Porozumienia Wydawców Książki Historycznej Klio: w 2007 otrzymał wyróżnienie zbiorowe w kategorii autorskiej (wraz z R. Czają, M. Dygą, S. Gawlasem i K. Ożogiem) za książkę "Ziemie polskie wobec Zachodu. Studia nad rozwojem średniowiecznej Europy", red. S. Gawlas (Warszawa 2006) oraz w 2009 nagrodę indywidualną 2. stopnia za książkę "Wrocław w przestrzeni gospodarczej Europy" (Wrocław 2009). Otrzymał również Medal Komisji Edukacji Narodowej (2017). 

## Wybrane publikacje
- Człowiek średniowiecza wobec czasu i przestrzeni (Mazowsze od XII do poł. XVI wieku), Warszawa 1999, ISBN 83-86117-24-9
- To dopiero historia! Podręcznik do gimnazjum. Część 1, Warszawa 2003, 2007
- Wrocław w przestrzeni gospodarczej Europy (XIII–XV wiek). Centrum czy peryferie?, Wrocław 2009, ISBN 978-83-229-2968-1
- (współred.) Świat średniowiecza. Studia ofiarowane Profesorowi Henrykowi Samsonowiczowi, red. A. Bartoszewicz, G. Myśliwski, J. Pysiak, P. Żmudzki, Warszawa 2010, ISBN 978-83-235-0787-1
- (współred.) Średniowieczny <mercator christianus>. Praktyka, organizacja, idee etyczne i religijne, red. M. W. Bukała, G. Myśliwski, Rzeszów 2018